# Sicydium brevifile
Sicydium brevifile är en fiskart som beskrevs av Ogilvie-grant, 1884. Sicydium brevifile ingår i släktet Sicydium och familjen smörbultsfiskar. Inga underarter finns listade i Catalogue of Life.